# Erkan Veyseloğlu
Erkan Veyseloğlu (Monaco di Baviera, 13 marzo 1983) è un cestista turco.

## Palmarès
- Campionato turco: 1

Pınar Karşıyaka: 2014-15